# Seabraia
Seabraia is een kevergeslacht uit de familie van de boktorren (Cerambycidae). De wetenschappelijke naam van het geslacht werd voor het eerst geldig gepubliceerd in 1958 door Zajciw.

## Soorten
Seabraia omvat de volgende soorten:
- Seabraia sanguinicollis Zajciw, 1958
- Seabraia zajciwi Lane, 1965